# Neoseiulus lablabi
Neoseiulus lablabi är en spindeldjursart som först beskrevs av Ghai och Menon 1967.  Neoseiulus lablabi ingår i släktet Neoseiulus och familjen Phytoseiidae. Inga underarter finns listade i Catalogue of Life.